# دينيس جنيرو
دينيس جنيرو (بالإنجليزية: Denis Genreau)‏ (21 مايو 1999 بباريس في فرنسا - ) هو لاعب كرة قدم أسترالي في مركز الوسط.

## روابط خارجية
- دينيس جنيرو على موقع الاتحاد الأوربي (الإنجليزية)
- دينيس جنيرو على موقع إي إس بي إن إف سي (الإنجليزية)
- دينيس جنيرو على موقع قاعدة بيانات كرة القدم.إي يو (الإنجليزية)
- دينيس جنيرو على موقع ليكيب (الفرنسية)
- دينيس جنيرو على موقع ناشيونال فوتبول تيمز (الإنجليزية)
- دينيس جنيرو على موقع Soccerbase.com (لاعب) (الإنجليزية)
- دينيس جنيرو على موقع Soccerway.com (الإنجليزية)
- دينيس جنيرو على موقع عالم كرة القدم.نت (الإنجليزية)
- دينيس جنيرو على موقع كووورة
- دينيس جنيرو على موقع أوليمبيديا (الإنجليزية)